# Mattapoisett
Mattapoisett és una població dels Estats Units a l'estat de Massachusetts. Segons el cens del 2008 tenia 6.463 habitants.

## Demografia
Segons el cens del 2000, Mattapoisett tenia 6.268 habitants, 2.532 habitatges, i 1.769 famílies. La densitat de població era de 146,9 habitants/km².
Dels 2.532 habitatges en un 30,2% hi vivien nens de menys de 18 anys, en un 57,7% hi vivien parelles casades, en un 9,6% dones solteres, i en un 30,1% no eren unitats familiars. En el 25,5% dels habitatges hi vivien persones soles el 12,7% de les quals corresponia a persones de 65 anys o més que vivien soles. El nombre mitjà de persones vivint en cada habitatge era de 2,46 i el nombre mitjà de persones que vivien en cada família era de 2,97.
Per edats la població es repartia de la següent manera: un 23,9% tenia menys de 18 anys, un 4,5% entre 18 i 24, un 26% entre 25 i 44, un 29% de 45 a 60 i un 16,6% 65 anys o més.
L'edat mediana era de 42 anys. Per cada 100 dones de 18 o més anys hi havia 88,9 homes.
La renda mediana per habitatge era de 58.466 $ i la renda mediana per família de 68.246$. Els homes tenien una renda mediana de 48.100 $ mentre que les dones 35.938$. La renda per capita de la població era de 28.050$. Entorn del 2,8% de les famílies i el 3,6% de la població estaven per davall del llindar de pobresa.